# Lepidocyrtus violaceus
Lepidocyrtus violaceus är en urinsektsart som beskrevs av Antoine François, comte de Fourcroy 1785. Lepidocyrtus violaceus ingår i släktet Lepidocyrtus och familjen brokhoppstjärtar. Arten är reproducerande i Sverige. Inga underarter finns listade i Catalogue of Life.